# 1869 en musique
| \| • Retour à la chronologie générale de la musique populaire • \| |
| XXIe siècle • XXe siècle • XIXe siècle • XVIIIe siècle XVIIe siècle • XVIe siècle • XVe siècle • XIVe siècle XIIIe siècle • XIIe siècle • XIe siècle • Xe siècle IXe siècle • VIIIe siècle • Haut Moyen Âge • Rome • Grèce |
| • Retour à la chronologie générale de la musique populaire • |

| • Retour à la chronologie générale de la musique populaire • |

| Années de la musique populaire : 1866 - 1867 - 1868 - 1869 - 1870 - 1871 - 1872    |
| Décennies de la musique populaire : 1830 - 1840 - 1850 - 1860 - 1870 - 1880 - 1890 |

## Événements
- 2 mai : inauguration des Folies Bergère à Paris[1].
- 16 mai : Émile Duhem signe un contrat avec le Théâtre de l'Eldorado à Paris ; il y connaît un grand succès avec ses chansons Le Conducteur d'omnibus, Le Bouton de Billou ou L'Allumeur de réverbères[2].
- juin : le chansonnier stéphanois Rémy Doutre (1845-1885) compose la chanson La Ricamarie en hommage aux victimes de la fusillade du Brûlé le 16 juin 1869 (au lieu-dit « le Brûlé » à La Ricamarie près de Saint-Étienne) : à la suite de l'arrestation d'un groupe de mineurs grévistes, l'armée tire sur la population et tue quatorze civils[3].
- juin : premier Festival estonien de la Chanson organisé à Tartu à l'initiative du poète Johann Voldemar Jannsen ; ce festival de musique associé à celui de Lituanie formera les célébrations de chants et danses baltes qui ont lieu tous les cinq ans en Estonie et Lettonie, et tous les quatre ans en Lituanie, inscrites en 2008 par l'UNESCO sur la liste représentative du patrimoine culturel immatériel de l’humanité[4].

- Date indéterminée :

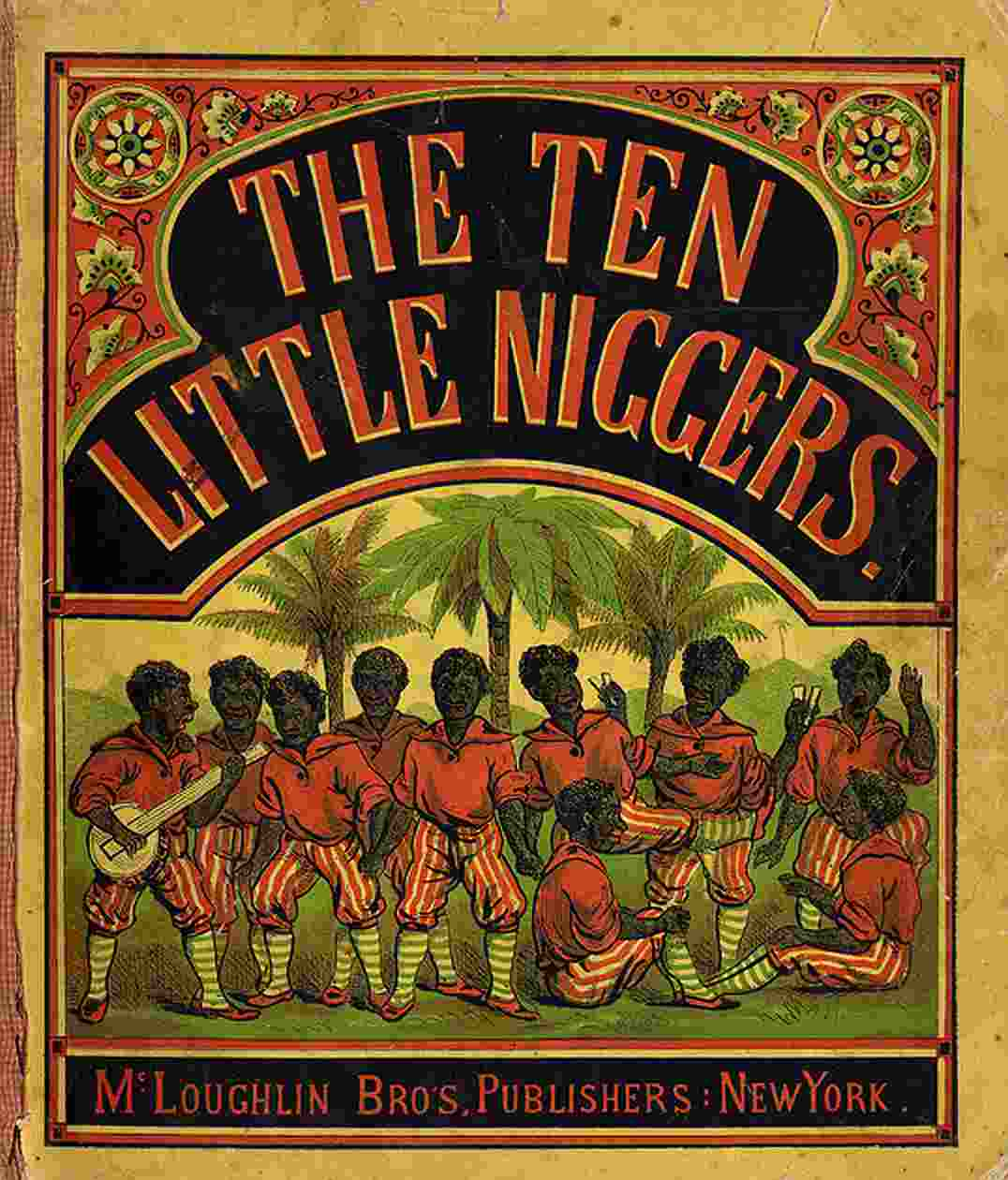
Couverture du livre inspiré par la chanson de Frank Green, éditions McLoughlin Brothers

- - La chanson Ten Little Niggers, calquée sur la comptine Ten Little Indians, est créée par Frank J. Green[5].
  - Paul Henrion, L’Étudiant d'Heidelberg, opérette en un acte, et Paola et Pietro, saynète, paroles d'Hippolyte Bedeau.
  - Naissance de Sari Maré (1869-1939) qui inspirera en 1889 à son époux Jacobus Toerien la chanson traditionnelle en afrikaans Sarie Marais, popularisée lors de la seconde guerre des Boers.
  - Marie-Louise Osorio, d’Ascain, et Pierre Ibarrart, cordonnier à Jaxu, remportent en duo le concours de bertso à Sare[6].
  - Thérésa crée la chanson Les Canards tyroliens à Paris au théâtre de la Gaîté[7]

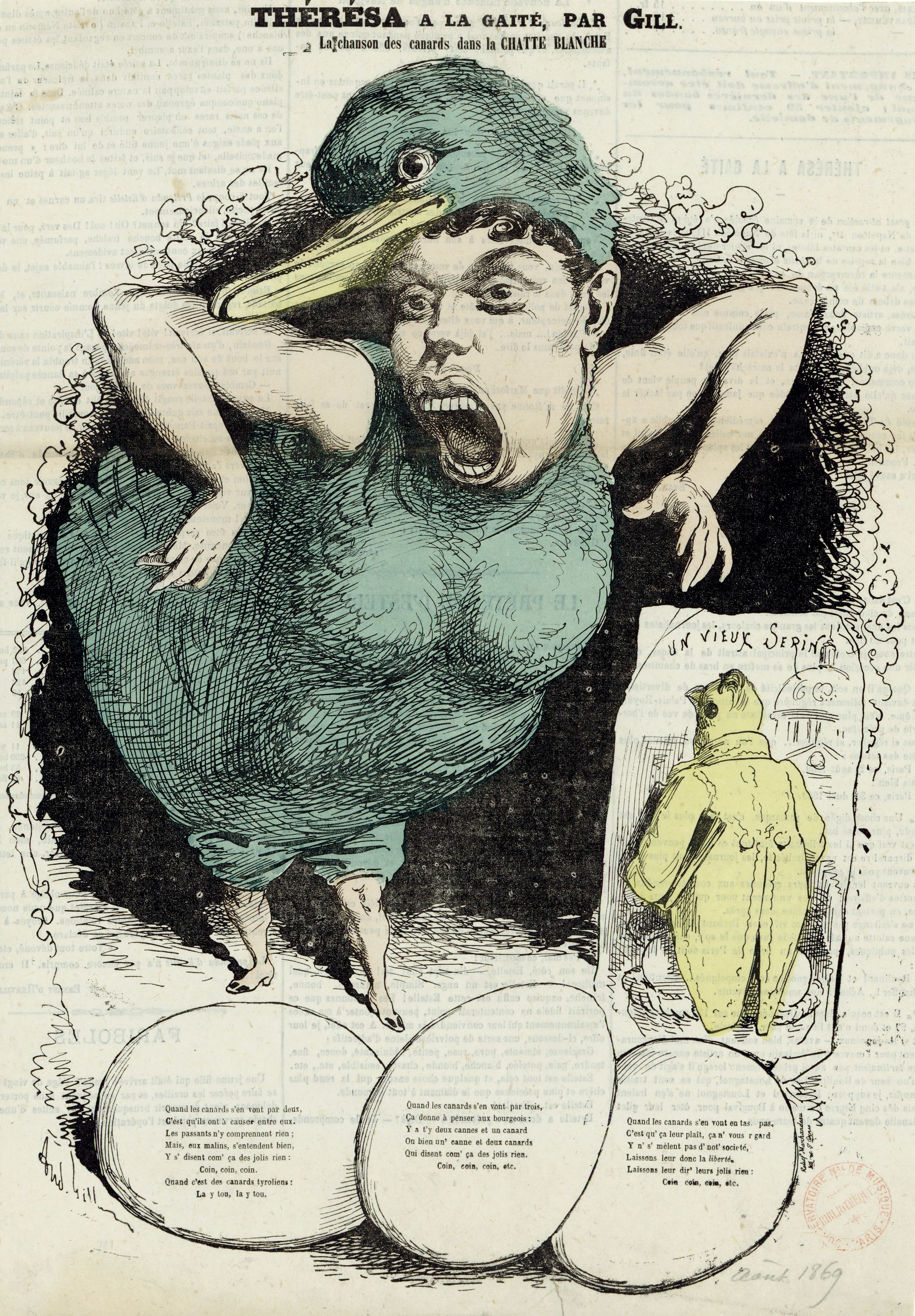
Caricature de Thérésa par André Gill interprétant Les Canards tyroliens

## Publications
- Polka Querida por todos du compositeur brésilien Calado[8].
- Charles Cabot, Les compagnons de la Marjolaine racontés par Arthur Boquillon ... recueillis et mis en couplets par M. Ch. Cabot, Paris, E. Vert, 1869, 8 p.
- Jules Célès, Almanach des cafés-chantants[9].
- Oscar Comettant, La Musique, les musiciens et les instruments de musique chez les différents peuples du monde, Paris, Michel Lévy frères[10].
- Pascal Lamazou, 50 chants pyrénéens : 36 airs béarnais, 12 airs basques, 2 airs des Pyrénées-Orientales, recueillis, chantés et publiés par Pascal Lamazou. Avec accompagnement de piano ..., 101 p.[11].
- François Polo et Alexandre Flan, La Chanson illustrée : paraissant tous les dimanches, Paris, 1869-1870 (BNF 32739959) lire en ligne sur Gallica.

## Naissances
- 27 janvier : Will Marion Cook, violoniste et chef d'orchestre de jazz américain, mort en 1944.
- 1er février : Kerry Mills, compositeur américain de ragtime, mort en 1948.
- 16 mai : Antonio Chacón, cantaor (chanteur) de flamenco, mort en 1929.
- 23 mai : Dranem, chanteur et fantaisiste français, une des vedettes les plus populaires du café-concert, mort en 1935.
- 13 juin : Antonin Lugnier, poète et chansonnier français[12], cheville ouvrière de la goguette quatrième Société du Caveau de 1908 à 1939, mort en 1946.
- 2 juillet : Léon Philippe Pot dit Harry Fragson, auteur-compositeur-interprète de music-hall, mort en 1913.
- 20 septembre : George Robey, comédien et chanteur britannique de music-hall, mort en 1954.
- 8 octobre : Soghomon Gevorgi Soghomonian, en religion Komitas, prêtre apostolique et chantre arménien, un des premiers ethnomusicologues de son pays qui a collecté plus de trois mille chants de la tradition populaire, mort en 1935.

- Date précise inconnue :
  - Charlotte Gaudet, chanteuse de café-concert française, morte en 1934.

## Décès
- 1er février : Louis Festeau, chansonnier, poète, compositeur et goguettier français, né en 1793.
- 14 septembre : Armand Joseph Overnay, chansonnier et auteur dramatique français, né en 1798.
- 18 décembre : Louis Moreau Gottschalk, pianiste et l'un des premiers compositeurs américains, précurseur du ragtime et du jazz[13], né en 1829.

- Date indéterminée :
  - Stephen Arnoult, poète, chansonnier, auteur dramatique français, né en 1782.
  - Barbe-Émilie de Saint-Prix, chanteuse, née en 1789, qui a appris et collecté des chants traditionnels bretons auprès de mendiants à partir de 1820 et en a transmis une centaine, notamment à Jean-Marie de Penguern[14].